# Alipura

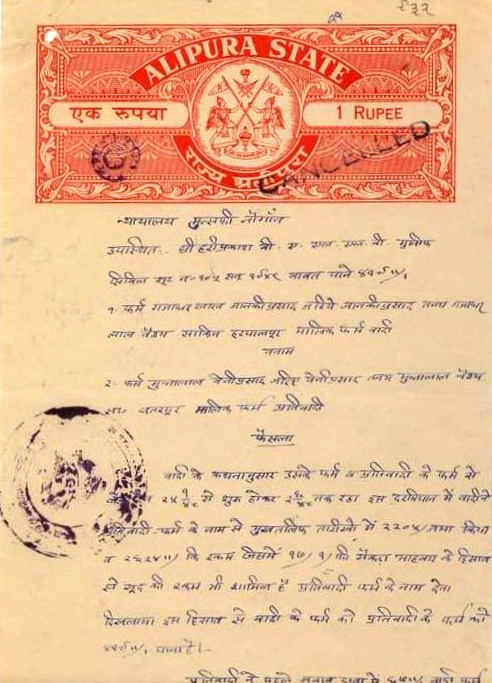
Paper timbrat de l'estat d'Alipura.

Alipura fou un estat natiu de l'Índia, a l'Agència de l'Índia Central, Agència de Bundelkhand. Limitava al nord i est amb el districte d'Hamirpur; al sud amb el principat de Garauli i a l'oest amb el de Jhansi. La superfície era de 189 km². La població el 1881 era de 14.891 habitants quasi tots hindús, i el 1931 de 15.316 habitants. El nombre de pobles era de 26. La capital era Alipura (25° 10′ 30″ N, 79° 24′ 00″ E / 25.17500°N,79.40000°E) entre Gwalior i Satna amb 3.232 habitants el 1881.
L'antic palau d'Alipura ha estat convertit en un hotel gerit per un dels descendents dels sobirans de l'estat.

## Història
Les terres que van formar el principat foren concedides el 1757 per Hundupat Aman Singh, raja de Panna, a Achal Singh fill de Mukund Singh sardar de Panna del clan purihar dels rajputs descendents de Jujhar Singh, segon fill de Parihar Raja Mahipaksha Deo de Gwalior (segle xiii); la concessió fou confirmada al seu fill Partab Singh pel nawab Ali Bahadur de Banda i per això l'estat i la capital van agafar el nom d'Alipura. Després de l'ocupació britànica Partab va veure confirmat el domini per un sanad britànic (1808); el seu rebesnet Hindupat va pujar al tron el 1841. Va ser lleial el 1857 i el 1862 va rebre un sanad que li va garantir el dret d'adopció; va morir el 1871 i el va succeir el seu fill Chhatrapati, que va rebre el títol de Raj Bahadur. L'estat disposava d'un exèrcit de 180 soldats. La residència del raja era a un fortí a la capital. Chhatrapati va morir el 26 de març de 1922 i durant els darrers tres anys i mig el govern va estar en mans d'una regència dirigida pel seu fill i successor Harpal Singh que va veure reconegut el títol de rao el 1923 i el de raja de manera personal el 1931. Va morir el novembre de 1934 i el va succeir el seu fill Raghuraj per haver mort l'hereu al cap de pocs dies. Fou el darrer sobirà amb poder i va rebre el títol de raja com a distinció personal l'11 de juliol de 1946. L'estat va desaparèixer l'1 de gener de 1950 i el sobirà va morir el 15 de març de 1987.

## Llista de sobirans
- Rao Achal Singh, 1757-1790
- Rao Partab Singh (fill) 1790-1835
- Rao Pancham Singh 1835-1840 (va repartir l'estat amb els germans)
- Rao Daulat Singh 1840-1841 (un any dos mesos i 4 dies)
- Rao Hindupat Singh 1841-1871
- Rao Bahadur Raja Chhatrapati Singh (adoptat) 1871-1922
- Rao Bahadur Raja Harpal Singh 1922-1934
- Rao Bahadur Raja Bhopal Singh Ju Deo 1934
- Rao Bahadur Raja Raghuraj Singh Ju Deo 1934-1987
- Rao Bahadur Raja Yadvendra Singh Ju Deo 1987-1990 (+27 maig 1990)
- Rao Bahadur Raja Manvendra Singh Ju Deo 1990-

## Escut i bandera
L'escut apareix al segells de l'estat estant format per dos guerrers que sostenen llances creuades; un símbol per damunt les llances i un per sota, i sota de tot una compta
 amb inscripció. Les llances porten una bandera triangular monocolor amb símbol que no es pot apreciar i que probablement és la bandera de l'estat.